# Idaea somnambula
Idaea somnambula är en fjärilsart som beskrevs av Franz Dannehl 1925. Idaea somnambula ingår i släktet Idaea och familjen mätare. Inga underarter finns listade i Catalogue of Life.